# Mert Hakan Yandaş
Mert Hakan Yandaş (Osmangazi, província de Bursa, 19 de agosto de 1994), é um futebolista turco que atua como meio-campista. Atualmente, joga pelo Fenerbahçe.

## Carreira
Yandaş começou a carreira no Yeşil Bursa em 2012. No dia 6 de agosto de 2020 Yandaş foi anunciado oficialmente pelo Fenerbahçe.

## Seleção
Yandaş fez a sua estreia pela Seleção Turca de Futebol em 3 de setembro de 2020, em um jogo da Liga das Nações da UEFA contra Hungria.

## Títulos
Fenerbahçe
- Copa da Turquia: 2022–23

### Artilharias
- TFF 3. Lig  de 2015–16 (21 gols)